# Trillingtjärnarna
Trillingtjärnarna är varandra näraliggande sjöar i Jokkmokks kommun i Lappland som ingår i Piteälvens huvudavrinningsområde
- Trillingtjärnarna (Jokkmokks socken, Lappland, 735359-168117), sjö i Jokkmokks kommun, 66°13′44″N 19°50′29″Ö / 66.229°N 19.8413°Ö (15,2 ha)
- Trillingtjärnarna (Jokkmokks socken, Lappland, 735371-168098), sjö i Jokkmokks kommun, 66°13′44″N 19°49′50″Ö / 66.2288°N 19.8306°Ö (6,39 ha)
- Trillingtjärnarna (Jokkmokks socken, Lappland, 735399-168135), sjö i Jokkmokks kommun, 66°13′55″N 19°50′02″Ö / 66.2319°N 19.834°Ö (4,28 ha)